# Isla Desecheo
Desecheo es una pequeña isla deshabitada del Estado libre asociado de Puerto Rico localizada al norte del paso de la Mona a 21 km de la costa oeste (Punta Higüero) de la isla principal de Puerto Rico y a 50 km al noreste de la isla de la Mona. Tiene unas dimensiones de 1x1,5 km y una superficie de 1,5 km². Políticamente la isla es administrada por la municipalidad de Mayagüez y parte del Barrio Sabanetas. 

## Historia

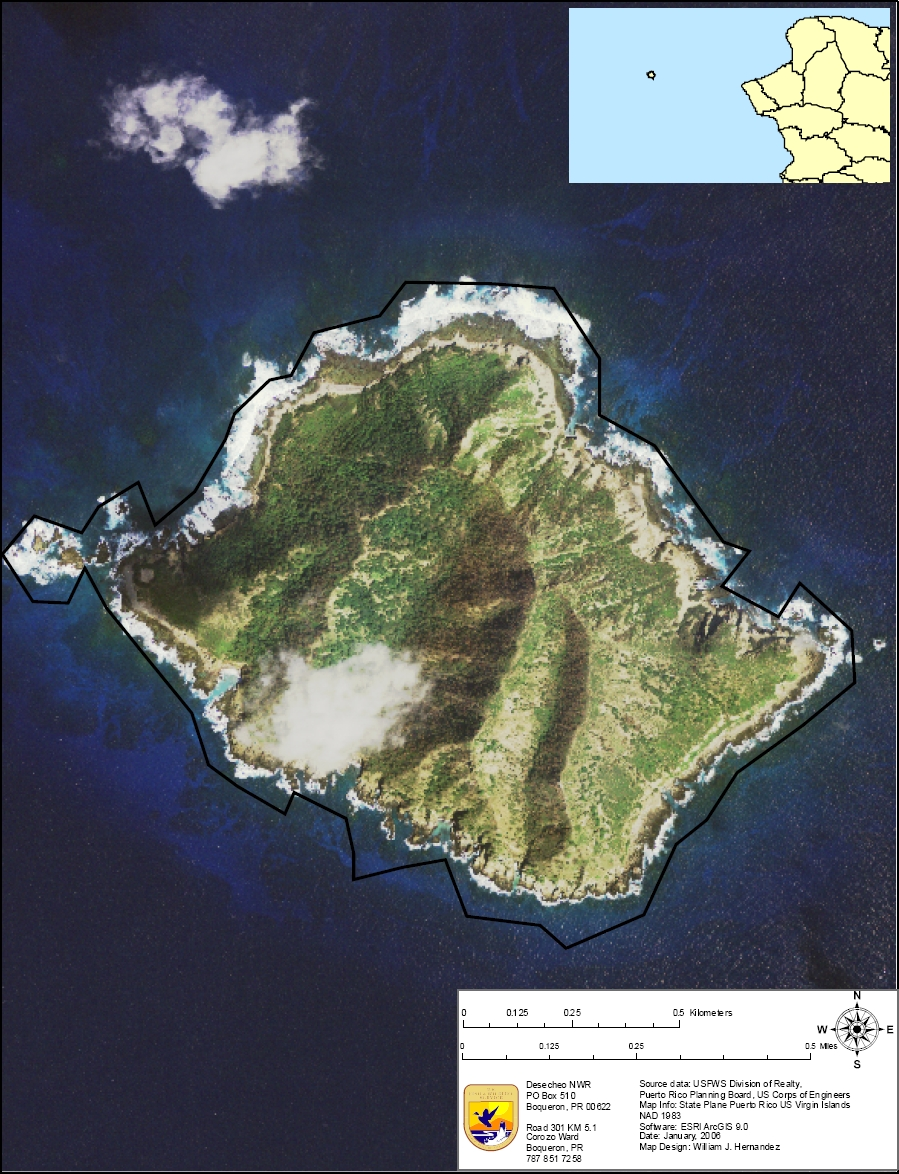
Imagen de la isla desde satélite.

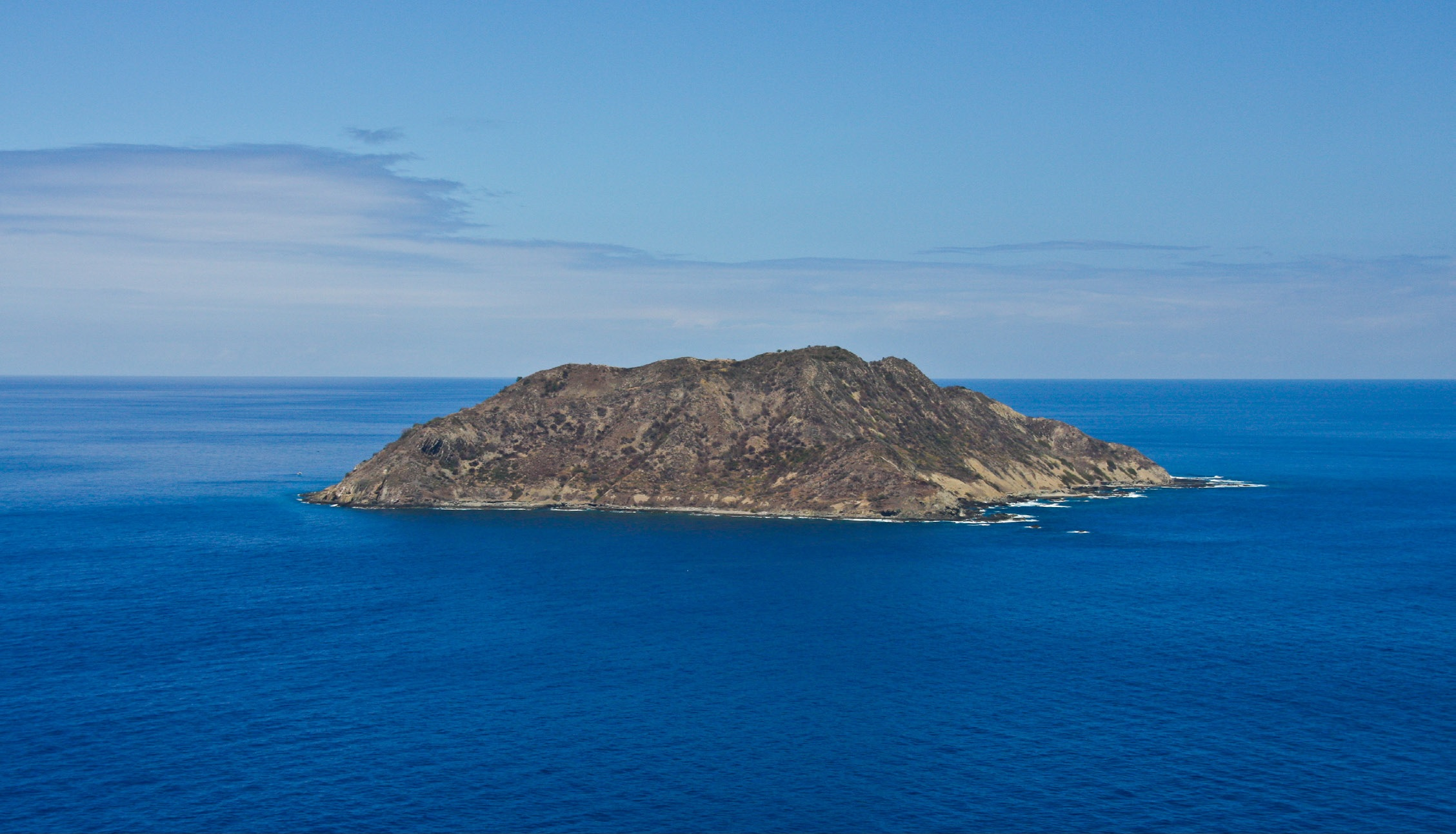
Isla Desecheo, vista desde avión.

No existe evidencia de poblamiento precolombino en la isla.
Fue descubierta por el Almirante Cristóbal Colón durante su segundo viaje al Nuevo Mundo; sin embargo no recibió ese nombre si no hasta el año 1517 cuando fue llamada así por el explorador español Núñez Alvárez de Aragón.
Durante el siglo XVIII la isla fue usada por piratas y bandidos, durante la Segunda Guerra Mundial, y hasta 1952 la isla fue usada por las Fuerzas Armadas de Estados Unidos para realizar pruebas con bombas, entre 1952 y 1965 la Fuerza Aérea Norteamericana usó la isla como zona de entrenamiento, y en 1983 fue designada como Refugio nacional de vida silvestre de Desecheo (en inglés: National Wildlife Refuge).

## Geografía
La isla de Desecheo tiene unas 150 hectáreas de superficie y una elevación máxima de 218 m y precipitaciones anuales de 1020 mm, a pesar de pertenecer a Puerto Rico con las islas de Mona y Monito, no pertenece al llamado Banco de Puerto Rico. 

## Conservación y Restauración
A principios de 1900, el Refugio nacional Desecheo seguía siendo un importante lugar de anidación para miles de aves marinas. Aquí anidaban: aproximadamente 15.000 piqueros pardos, 2.000 piqueros patirrojos (Sula sula), 2.000 tiñosas (Anous stolidus), 1.500 charranes embridados (Onychoprion anaethetus) y cientos de fragatas reales (Fregata magnificens), gaviotas reidoras (Larus atricilla) y charranes sombríos (Onychoprion fuscatus).
Los mamíferos invasores, incluyendo las cabras y las ratas, comenzaron a afectar al Refugio nacional Desecheo a principios del siglo XX. Alrededor y durante el tiempo de la Segunda Guerra Mundial, la Fuerza Aérea de los Estados Unidos utilizó la isla como campo de artillería. Esto y el daño de las especies invasoras han sido graves para el ecosistema de Desecheo, y para el año 2000, prácticamente ninguna ave marina vivía en el refugio. En respuesta, en 2016 el Servicio de Pesca y Vida Silvestre de Estados Unidos (USFWS), Island Conservation y otros aliados clave, incluyendo el Departamento de Agricultura de Estados Unidos (USDA), y Bell Laboratories y Tomcat, trabajaron juntos para eliminar ratas negras invasoras y macaco Rhesus de la isla.
Un año más tarde, la isla Desecheo fue declarada libre de especies invasoras, e incluso pudieron observarse algunos signos de recuperación, entre las cuales está que se avistaron por primera vez en la isla pardelas de Audubon y se descubrieron nuevos nidos de charrán embridado. Además, se encontraron y midieron 72 cactus Higo Chumbo (Harrisia portoricensis) protegidos federalmente, antes (2003-2010) y después de la erradicación (2017). En 2017, se observaron algunos con flores y enormes frutos amarillos, lo que es una buena señal para el estado reproductivo general de la población.
Desde 2018, se han instalado equipos de atracción social para aumentar las colonias de charrán embridado y charrán pardo y establecer una especie de interés de conservación, la pardela de Audubon.